# 1819

## أحداث
- تأسيس مدينة كويكول وتقع حاليا في أذربيجان.
- تأسيس مدينة بيتيربوروغ، أونتاريو وتقع حاليا في كندا.
- 24 مارس: تأسيس مدينة ماناغوا وتقع حاليا في نيكاراغوا.
- 22 أبريل: تأسيس مدينة سينفويغوس وتقع حاليا في كوبا.
- إبراهيم باشا يقضي على الدولة السعودية الأولى بدخوله إلى الدرعية.

## مواليد
- ألبرت، الأمير الزوج
- الأمير شلودفيغ
- توماس أندروز هندريكس
- تيودور كاسيريو
- جورج إليوت
- جون راسكن
- جون كوش آدامز
- جون وايت جيري
- سيدني بيرهام
- علي بن محمد رضا الشيرازي
- فرانشيسكو كرسبي
- فيسكونت مونك
- فيكتوريا ملكة المملكة المتحدة
- كروستوفر شولز
- كلارا شومان
- هيبوليت فيزو
- والت ويتمان
- وليم مورتون
- ويليام هوم فان بيورن
- بطرس البستاني
- 9 (عدد) أغسطس-وليام مورتون

## وفيات
- أحمد مول أتاي - قائد عسكري وسياسي مغربي في عهد السلطان سليمان بن محمد.
- أوغوست فون كوتزيبو
- كاليب سترونغ
- كاميهاميها الأول
- شاكر أفندي.
- جيمس واط.
- إيريك أخاريوس.